# Simopoulo
Simopoulo  este un oraș în Grecia în Prefectura Arcadia.